# Parajubaea torallyi
Parajubaea torallyi (лат.) — пальма, вид рода Параюбея (Parajubaea) семейства Пальмовые (Arecaceae), эндемик Боливии.

## Ботаническое описание
Parajubaea torallyi — дерево, достигает 13 м в высоту. Листья крупные, достигают длины от 4,5 до 5 метров. Крупное соцветие расположено между листьями. Яйцевидный серо-зелёный плод — костянка — напоминает кокосовый орех, от 5 до 10 см в диаметре. Плоды растут в гроздьях массой до 15 кг, содержат жёлтую сладкую съедобную сердцевину.

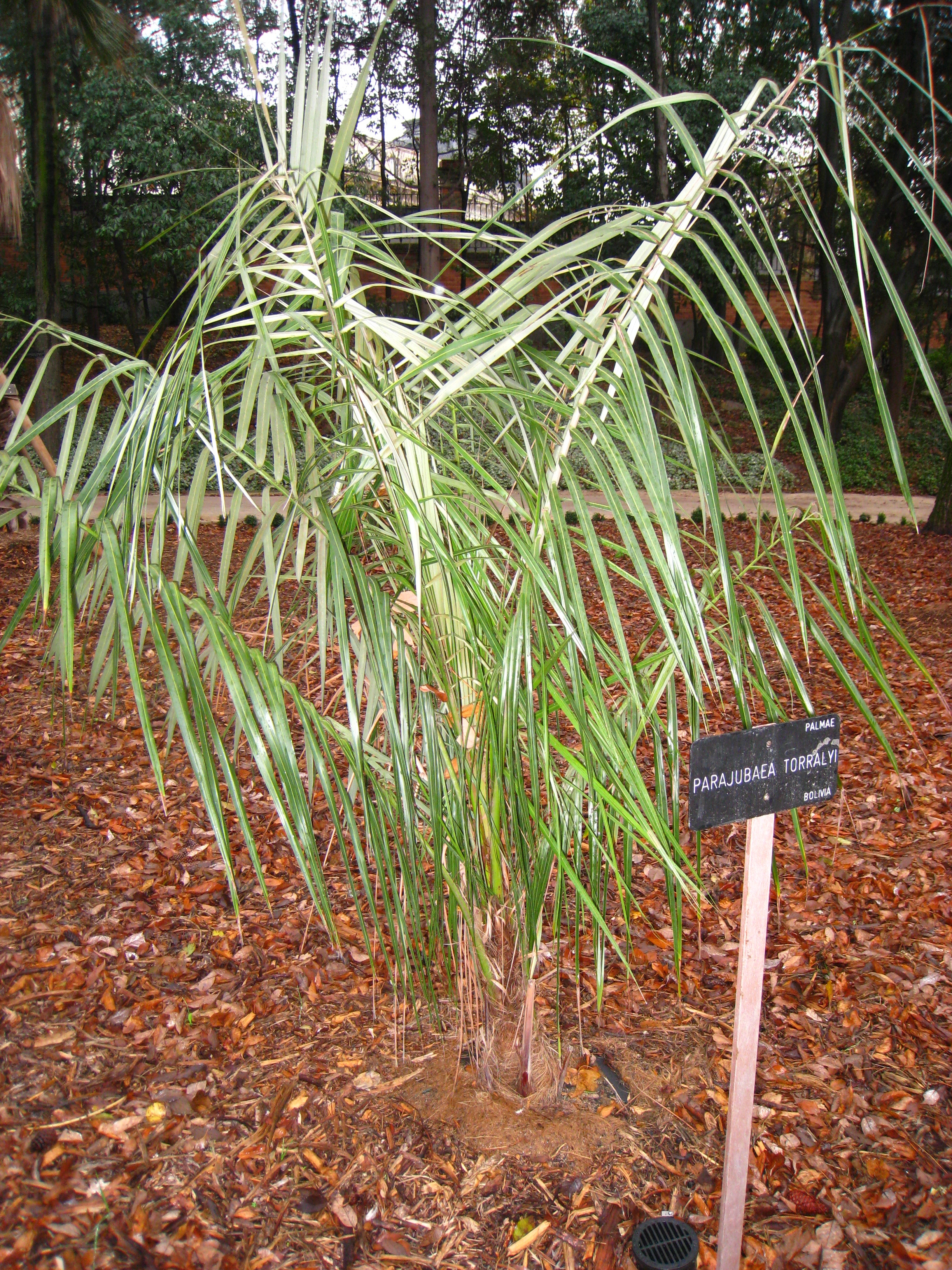
Молодая пальма в ботаническом саду Мадрида
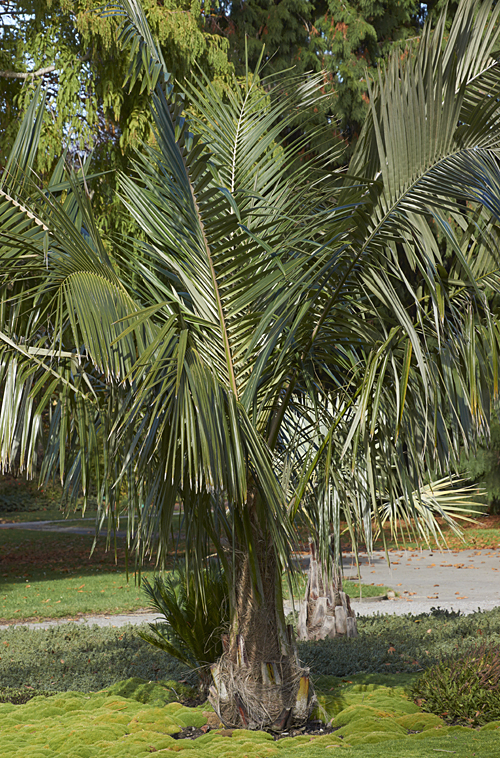
Общий вид растения
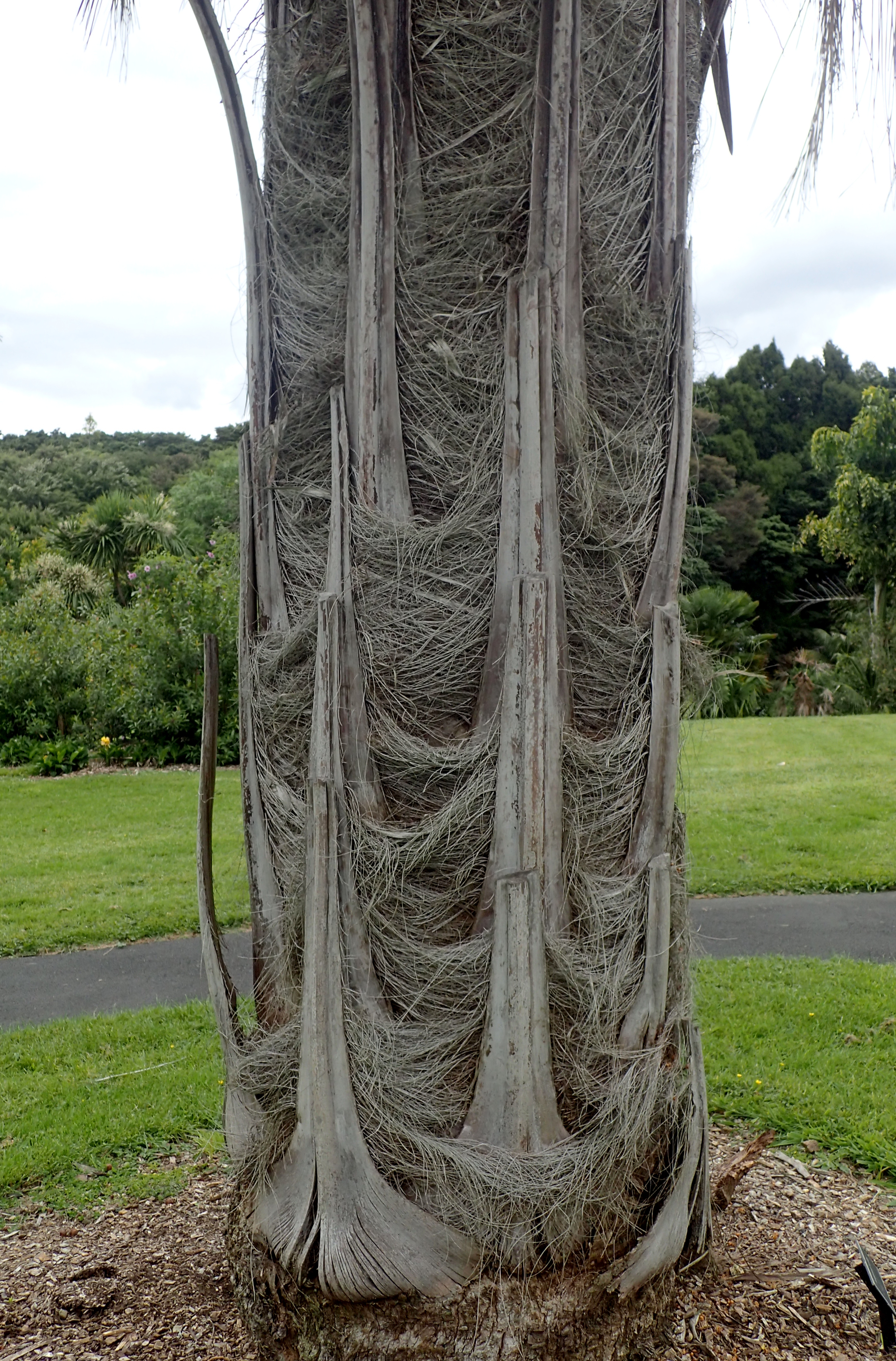
Ствол дерева
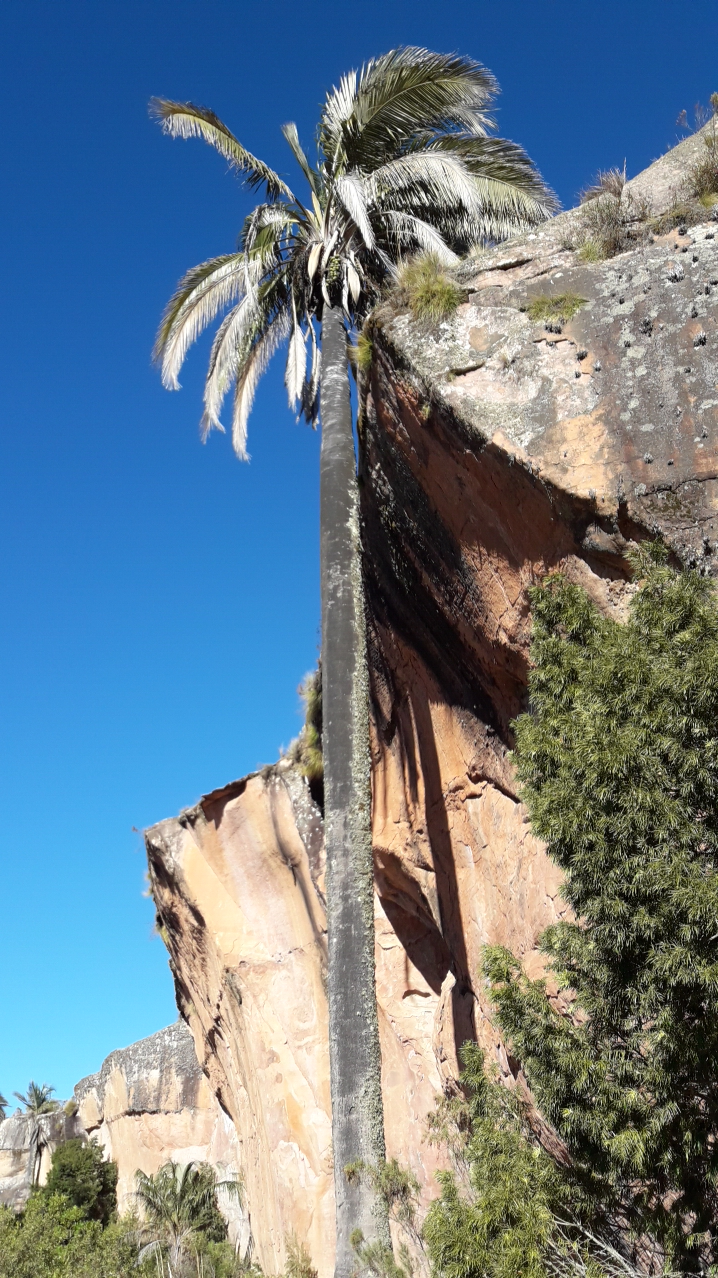
P. torallyi в естественной среде обитания

## Таксономия
Вид Parajubaea torallyi был впервые описан Георгом Матиасом фон Мартенсом в 1844 году как (Basionym) Diplothemium torallyi. В 1930 году вид переведён в Parajubaea torallyi (G.Martens) Burret немецким ботаником Максом Бюрретом. Видовой эпитет — в честь боливийского врача Торалли, который жил и работал в Чукисаке в XIX веке.

## Распространение и местообитание
Parajubaea torallyi — эндемик Боливии, где он растёт в сухих лесах на крутых каменистых склонах на высоте 2 400-3 400 м над уровнем моря. Вид способен выдерживать низкие температуры до −13 °C.

## Охранный статус
Красная книга МСОП относит вид к «видам, которым угрожает потеря среды обитания».

## Культивирование

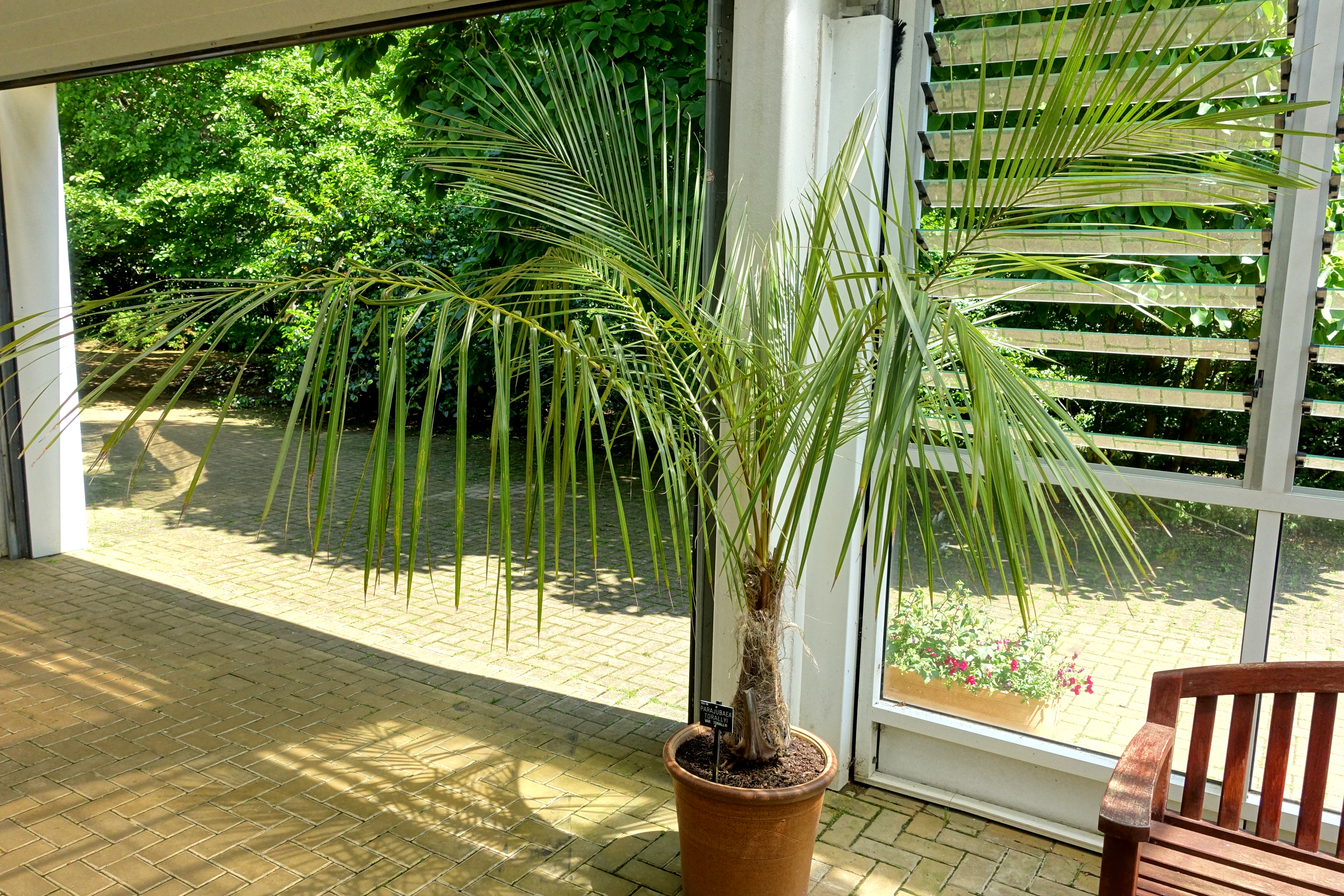
Parajubaea torallyi как декоративное комнатное растение (Великобритания)

Пальму культивируют благодаря её высоким декоративным свойствам в сочетании с морозостойкостью. При выращивании предпочитает мягкий или прохладный климат без экстремальных температур и нейтральную или кислую почву, хорошо переносит засуху, но не любит избыток воды.